# Disphragis delecta
Disphragis delecta är en fjärilsart som beskrevs av William Schaus 1911. Disphragis delecta ingår i släktet Disphragis och familjen tandspinnare. Inga underarter finns listade i Catalogue of Life.